# اريك كيمب
اريك كيمب (بالإنجليزية: Eric Waldram Kemp)‏ هو كاهن انجليكاني وعالم عقيدة وسياسي بريطاني، ولد في 27 أبريل 1915، وتوفي في 28 نوفمبر 2009. انتخب أسقف تشستر وانتخب عضو مجلس اللوردات وانتخب أسقف.